# Futsal-Ozeanienmeisterschaft 2011
Die Futsal-Ozeanienmeisterschaft 2011 fand in Suva, Fidschi vom 16. Mai bis zum 20. Mai 2011 statt. Es war die achte Meisterschaft.
Die Salomonen wurden zum vierten Mal Meister und konnten damit ihren Titel verteidigen. Mit dem Gewinn haben die Salomonen sich für die Weltmeisterschaft 2012 in Thailand qualifiziert.

## Spiele

### Vorrunde

#### Gruppe A
| Pl. | Verein     | Sp. | S | U | N | Tore    | Diff. | Punkte |
| --- | ---------- | --- | - | - | - | ------- | ----- | ------ |
| 1.  | Neuseeland | 3   | 2 | 1 | 0 | 031:900 | +22   | 07     |
| 2.  | Vanuatu    | 3   | 2 | 0 | 1 | 018:100 | +8    | 06     |
| 3.  | Fidschi    | 3   | 1 | 1 | 1 | 028:120 | +16   | 04     |
| 4.  | Kiribati   | 3   | 0 | 0 | 3 | 006:520 | −46   | 0      |

#### Gruppe B
| Pl. | Verein                 | Sp. | S | U | N | Tore    | Diff. | Punkte |
| --- | ---------------------- | --- | - | - | - | ------- | ----- | ------ |
| 1.  | Salomonen              | 3   | 3 | 0 | 0 | 030:500 | +25   | 09     |
| 2.  | Französisch-Polynesien | 3   | 1 | 1 | 1 | 008:300 | +5    | 04     |
| 3.  | Neukaledonien          | 3   | 1 | 1 | 1 | 018:160 | +2    | 04     |
| 4.  | Tuvalu                 | 3   | 0 | 0 | 3 | 001:330 | −32   | 0      |

### Spiel um Platz 7
Tuvalu 2:3  Kiribati

### Spiel um Platz 5
Neukaledonien 6:8  Fidschi

### Halbfinale
Neuseeland 3:3 n. V.; 3:4 i. P.  Französisch-Polynesien

 Salomonen 13:1  Vanuatu

### Spiel um Platz 3
Vanuatu 1:1 n. V.; 5:4 i. P.  Neuseeland

### Finale
Französisch-Polynesien 4:6  Salomonen